# Romans-sur-Isère
Romans-sur-Isère hay Romans (Occitan: Rumans d'Isèra; Occitan cũ: Romans) là một xã thuộc tỉnh Drôme trong vùng Auvergne-Rhône-Alpes đông nam nước Pháp.